# Банда (народ)
Банда — народ, живущий в Центральноафриканской Республике (в междуречье Убанги и Шари), в Демократической Республике Конго — во внутренних районах излучины реки Убанги, а также в Камеруне. Численность — более 1 300 000 человек. Группа языков банда относится к убангийской группе адамава-убангийской подсемьи саваннской (гур-убангийской) семьи нигеро-конголезской макросемьи языков. Большинство исповедует христианство. Часть банда приняла ислам и стала называться рунга. Основные занятия — земледелие (кукуруза, маниок, таро) и скотоводство. Характерны смешанные посевы. Орудия труда — топор, мотыга, кольцо с режущим краем. Развиты резьба по дереву, гончарство, утварь покрывается геометрическим орнаментом.
Считаются выходцами из Дарфура.